# Liechtenstein op de Olympische Winterspelen 2018
Liechtenstein was een van de deelnemende landen aan de Olympische Winterspelen 2018 in Pyeongchang, Zuid-Korea.
Bij de negentiende deelname van het land aan de Winterspelen werd ook voor de negentiende keer deelgenomen in de olympische sportdiscipline alpineskiën en voor tiende keer in het langlaufen. Twee van de drie deelnemers namen voor de tweede keer deel; Marco Pfiffner, de vlaggendrager bij de openingsceremonie, en Tina Weirather, die op deze editie de tiende medaille voor het ministaatje behaalde.

## Medailleoverzicht
| Sport       | Olympiër       | Onderdeel   | Medaille |
| ----------- | -------------- | ----------- | -------- |
| Alpineskiën | Tina Weirather | super g (v) | Brons    |

## Deelnemers en resultaten
(m) = mannen, (v) = vrouwen 

### Alpineskiën
| Olympiër (deelname) | Onderdeel        | Resultaat | Prestatie                                                           |
| ------------------- | ---------------- | --------- | ------------------------------------------------------------------- |
| Marco Pfiffner (2)  | combinatie (m)   | DNF       | afdaling: 1.22,54 (44e) slalom: niet gefinisht                      |
| Marco Pfiffner (2)  | afdaling (m)     | 43e       | 1.45,61 (+5,36)                                                     |
| Marco Pfiffner (2)  | slalom (m)       | 25e       | 1.43,31 (+4.32) (1e run: 51,09 (28e), 2e run: 52,22 (24e))          |
| Marco Pfiffner (2)  | super g (m)      | 36e       | 1.28,57 (+4,13)                                                     |
|                     |                  |           |                                                                     |
| Tina Weirather (2)  | afdaling (v)     | 4e        | 1.39,85 (+ 0,63)                                                    |
| Tina Weirather (2)  | reuzenslalom (v) | 22e       | 1e run: 1.14,08 (25e) 2e run: 1.10,14 (17e) totaal: 2.24,22 (+4,20) |
| Tina Weirather (2)  | super g (v)      | Brons     | 1.21,22 (+0,11)                                                     |

### Langlaufen
| Olympiër       | Onderdeel             | Resultaat | Prestatie           |
| -------------- | --------------------- | --------- | ------------------- |
| Martin Vöegeli | 15 km vrije stijl (m) | 52e       | 36.57,0 (+3.13,1)   |
| Martin Vöegeli | 30 km skiatlon (m)    | 59e       | 1:26.08,2 (+9.48,2) |